# RPGA
L'RPGA (da Role Playing Game Association, detta anche RPGA Network), fu l'organizzazione per il gioco organizzato della  TSR prima e quindi della Wizards of the Coast. Dal 1970 al 2014 ha organizzato e sanzionato partite di gioco di ruolo in tutto il mondo.

## Storia
L'idea iniziale della ole Playing Game Association (RPGA) fu una proposta di Jake Jaquet e venne organizzata da Frank Mentzer, uno dei primi impiegati a tempo pieno della TSR, allo scopo di promuovere il gioco di ruolo di qualità e di permettere ai fan di tutto il mondo di incontrarsi e giocare uno con l'altro.. Il suo scopo principale Mentzer fu inizialmente di gestire i tornei dei principali  giochi di ruolo della TSR (all'epoca AD&D, Gamma World e Top Secret) alle convention.
Ad ogni torneo un dungeon master e quattro giocatori giocavano un'avventura di quattro ore fornita dall'rPGA. Ogni giocatore riceveva un personaggio pregenerato, con un background e alcune informazioni sugli altri personaggi al tavolo. Al termine dell'avventura i giocatori e il dungeon master sceglievano uno dei giocatori come "vincitore" dell'avventura, basandosi sulla sua conoscenze delle regole e capacità di interpretazione del personaggio. Tutti i giocatori ricevevano punti esperienza basati su quanto bene si erano comportati in eventi competitivi e potevano aggiungerli al totale di punti esperienza dell'evento successivo, permettendo loro di avanzare a livelli maggiori.
Inizialmente i soci pagavano una tassa di adesione annuale e questa includeva l'abbonamento alla rivista  Polyhedron. nei primi anni l'associazione fu generalmente limitata al Nord America, ma nel 1989 la RPGA Network si diffuse anche in Norvegia, Svezia, Danimarca, Regno Unito, Israele e Australia.
Nel 1987 invece di presentare un'avventura slegata dalle avventure precedenti la RPGA organizzò un evento più a lungo termine chiamato living campaign, in cui le azioni dei giocatori avrebbero influito la trama globale della campagna. La prima di queste fu  Living City, una serie di avventure ambientate nella città di Raven's Bluff. Il primo modulo della serie fu Caravan, pubblicato alla Gen Con 1987. Diversamente dai personaggi pregenerati delle avventure precedenti ogni giocatore della Living City forniva un proprio personaggio, che cresceva un potere con l'accumularsi dei punti esperienza dei moduli della campagna giocati.
Per avere effetto sulla storia globale ogni giocatore inviava i risultati della sua partita alla RPGA. Il successo o fallimento della maggior parte dei giocatori modificava la trama della campagna. Per esempio se la maggior parte dei giocatori di un'avventura riuscivano a cancellare  una maledizione, questa non sarebbe comparsa in avventure successive.
La Living City si dimostrò un concetto popolare e la RPA creò diverse living campaigns. La più grande fu Living Greyhawk, giocata da migliaia di persone intorno al mondo tra il 2000 to 2008. A questo punto l'RPGA aveva membri in tutti i continenti del globo, eccetto l'Antartide.
Nel 2002 l'appartenenza all'RPGA divenne gratuita, ma l'abbonamento a Polyhedron non fu più incluso come beneficio per i soci, perché la rivista era stata comprata dalla Paizo Publishing, che la pubblicò come sezione di Dungeon.
Nel 2014 la Wizard of the Coast chiuse l'RPGA, sostituendola con la D&D Adventurer's League.